# Pefkákia (Athènes)
Pefkákia (grec moderne : Πευκάκια) est un quartier d’Athènes, en Grèce. 

## Généralités
Il est situé au nord-est du centre-ville d'Athènes, au sud-est de Neápoli et à l'ouest de la colline du Lycabette. Au sud-est du quartier se trouve celui de Kolonáki, au sud-ouest Akadimía, au nord Exárcheia et au nord-est Neápoli.
Pefkákia abrite notamment l'École française d'Athènes, l'église Saint-Nicolas (Ágios Nikólaos), et l'église évangélique allemande (Christuskirche).